# 選挙ポスター
選挙ポスター（せんきょポスター）は、選挙において使用されるポスターである。

## 法的規制

### 外形上の規制
公職選挙法（以下、法と略する）第143条第1項により選挙ポスターは選挙期間中は以下の場合に限り、掲示することができる。選挙ポスターの大きさは法第143条第9項・第11項・第12項により制限されている。法第144条第2項により、数が制限されているポスターについて選挙管理委員会から交付を受けた証紙を貼ったものに限って掲示することができる。
- 選挙事務所を表示するために、その場所において使用するポスター（選挙事務所の数については法第131条第1項により制限されている）
- 選挙運動のために使用される自動車又は船舶に取り付けて使用するポスター（自動車や船舶の数について法第141条第1項により制限されている）
- 演説会場においてその演説会の開催中使用するポスター
- 個人演説会告知用ポスター（衆議院小選挙区選出議員、参議院選挙区選出議員又は都道府県知事の選挙の場合に限る）
- 選挙運動のために使用するポスター（参議院比例代表選出議員の選挙にあっては、公職の候補者たる参議院名簿登載者が使用するものに限る。また法第144条第1項により数が制限されている）

法第143条第14・15項により国政選挙においては政令で定める範囲内で、町村選挙を除く地方選挙においては条例で定める範囲内において、「公職の候補者の第一項第四号の三の個人演説会告知用ポスター（衆議院小選挙区選出議員又は参議院選挙区選出議員の選挙、都道府県知事の選挙の場合に限る）及び選挙運動のために使用するポスターの作成について、公費負担によって無料とすることができる。法第143条の2により、選挙事務所を廃止したとき、自動車若しくは船舶を主として選挙運動のために使用することをやめたとき、又は演説会が終了したときは、直ちにポスターを撤去しなければならない。 
法第143条第16項第2号により、ベニヤ板、プラスチック板その他これに類するものを用いて掲示されるポスター（いわゆる裏打ちポスター）は掲示できない。
法第144条の2第1項により、選挙区選出の国会議員選挙と都道府県知事選挙については市町村選挙管理委員会は選挙期間中にはポスターの公営掲示場（公設掲示場）を設けなければならない。また法第144条の2第8項により、都道府県議会議員選挙については都道府県は、市町村の議会の議員及び長の選挙については市町村は、それぞれ条例で定めるところにより、選挙期間中にポスターの公営掲示場を設けることができる。法第144条の2第5項により、公営掲示場には公職の候補者は告示日から「個人演説会告知用ポスター」又は「選挙運動のために使用するポスター」を一枚掲示することができる。法第144の5により、ポスターの公営掲示場を設置する場合においては、土地又は工作物の居住者・管理者又は所有者はポスターの公営掲示場の設置に関して事情の許す限り協力しなければならない。法第144条の3により、天災その他避けることのできない事故その他特別の事情があるときは公営掲示場を設けないことができる。 選挙ポスターに関する公営掲示場は1962年の法改正で導入された。

### 内容に対する規制
女性候補や高齢候補のポスター写真は顔の修正が過度に及んでいる場合もある。法令上、若い頃の写真や似顔絵も問題ない。
また、公職選挙法上は虚偽事項や利害誘導に関することや他の候補者の選挙応援を除けば、候補者名の掲示は義務では無いなど、ポスターの内容は一切自由になっており、刑法などの別の法律に触れるおそれのある場合でも、最終的には捜査機関や司法機関の判断になると解されてきた。
しかし、後述のような選挙ポスターを巡る問題を受け、2025年5月2日以降に告示される選挙より以下のような規制が施行されている。
- ポスターには候補者名を見やすいように記載する
- 他の候補者・政党の名誉を傷つける記載、善良な風俗を害するような記載の禁止
- 商品広告などの営業に関する宣伝の禁止（罰則あり）

ただし、広告宣伝以外の規制には罰則がないこと、また埼玉県加須市長選挙無効事件で判示されたように選挙管理委員会にはポスターの内容に干渉する権限がないとされることから、規制の実効性を疑問視する声もある。

### 選挙期間外の場合
選挙期間外にも、知名度向上を目的に公職の候補者（現職政治家や公職候補予定者）が選挙運動と捉えかねない文言を避けながら政治活動として個人名を記載したポスターを掲示している。この場合、法第143条第18項により、ポスターの表面に掲示責任者及び印刷者の氏名（法人にあっては名称）及び住所を記載しなければならない。
しかし、法第143条第16項・第19項により、特定期間（任期満了から6ヶ月前及び選挙事由発生告示の翌日から選挙の期日）まで、公職の候補者や後援団体が政治活動のために使用されるポスターで当該公職の候補者等の氏名または氏名が類推されるような事項を表示するポスター（いわゆる個人ポスター）を掲示することはできず、代わりに選挙期間以外なら後援団体となっていない「その他の政治団体」又は「政党、政党の支部」の政治活動に用いられるポスター（いわゆる政党ポスター）を掲示することができる。当該公職の候補者等の氏名または氏名が類推されるような事項を表示する政党ポスターは演説会予定告知のポスターを名目に応援弁士を要するなら政治活動と判断されて可能であるが（応援弁士が1人なら2連ポスター、2人なら3連ポスター）、その際には公職候補者のスペース（政党等・応援弁士と同じサイズでなくてはならず、2連ポスターなら3分の1以下、3連ポスターなら4分の1以下）に基準が存在する。応援弁士は「知名度が高く人気のある政治家」「公職の候補者と政治的距離が近い人物」「特定期間に当該地区で選挙に立候補をしない人物」が選ばれる。
選挙期間を除く特定期間中の政党ポスターは、演説会予定告知は名目で候補者の知名度を上げることが実質的な目的であるため、候補者（及び応援弁士）が大きく表示されている一方で演説会予定告知はかなり小さく書かれており、予定されている日程も選挙後の場合も多く、また、告知された演説会の日、あるいは選挙の公示日・告示日までには剥がさなくてはならない。

## エピソード
- 1975年の埼玉県加須市長選挙で候補者が選挙ポスターに「同和対策是か非か」というスローガンを掲載した選挙ポスターを問題視した部落解放同盟から要求を受けた市役所職員がポスターに紙を貼り、当該スローガンが書かれた部分を隠蔽したが、当該候補者が選挙干渉であると主張して訴訟を提訴し、選挙無効となった、

- 1983年の第37回衆議院議員総選挙の公示前に立候補予定者である新井将敬の政治広報版に掲載された選挙ポスターに対して石原慎太郎の選挙陣営がシールを貼付した事件。石原慎太郎の公設秘書が関与していることが判明し、器物損壊罪で書類送検された。

- 2015年4月の東京都千代田区議選では、立候補者の後藤輝樹が名前で自らの局部を隠しただけの全裸ポスターを公営掲示場に掲示し、物議を醸した[3]。
- 2016年7月の第24回参議院議員通常選挙で6人区の東京都選挙区に政治団体「支持政党なし」が公営掲示場の選挙ポスター貼りを使った知名度浸透を目的として4人を擁立した際に、ポスターの並び順は立候補受付の届け出順で決まり、公示日の受付開始前に複数の立候補者が届け出た場合は抽選で順番を決めるため、抽選の終了後に4人の候補が続けて届け出ることによってポスターの並び順を4人分連続して確保し、ポスターは候補者名を一切出さず政治団体名「支持政党なし」を全面に出したものであったため、掲示板に「支持政党なし」の同一ポスターが4枚連続で並ぶことになった[10]。東京都選管は「（ポスターの内容については、）公職選挙法などの法令上、公序良俗に反していなければ基本的に自由で、候補者名はなくても違反ではない」「ポスターの並び方も規定に基づいており違法ではない」としている[10]。「支持政党なし」代表の佐野秀光はポスター張りの戦略について、「候補者名より団体名を覚えてもらうことが目的。法律の範囲内でできることをしている」と語った[10]。
- 2021年の第49回衆議院議員総選挙の茨城県第7区では公示前に自民党公認候補として立候補予定の永岡桂子が選挙区内の全市町長8人に囲まれる9連ポスターを掲示していた[11]。対立候補である中村喜四郎が選挙区当選しているために、過去5回の選挙で比例復活当選に甘んじている永岡であるが、選挙区内の首長全員を永岡陣営に取り込んだことの象徴としてアピールとされた[11]。
- 2024年7月の東京都知事選挙ではNHKから国民を守る党（N国）が選挙ポスターの枠を外部に販売した[12]。その結果、風俗店を紹介するポスターを掲示し、風俗営業等の規制及び業務の適正化等に関する法律（風営法）に抵触したため、警視庁からN国に対して該当ポスターを撤去するように警告を発出したり[13]、2020年に死去した俳優の三浦春馬の似顔絵を権利者であるアミューズや遺族の了解無く掲示し、当事者から抗議される事態となった[14]。この事については自由民主党幹事長の茂木敏充が「公選法の見直しも含めて、対応策を検討していく必要がある」と述べたほか[15][16]、立憲民主党や日本維新の会、日本共産党などの幹部も同様の見解を示している[15][17][18]。
- 2024年7月の東京都知事選挙では過去最多となる候補者数が立候補することが想定されたため、東京都選挙管理委員会では事前に48人分の掲示場を用意していた[19]。しかし、実際には56人が立候補を届け出たことを受けて、届け出順で49人目以降の候補者についてはクリアファイルを支給した上で掲示板の端に画鋲などで固定してもらう異例の対応が取られた[20][21]。その後、クリアファイルでのポスター掲示を余儀なくされた一部の候補者が「雨や風でポスターがはがれたり、顔や名前が見えなくなったために損害を被った」として、選挙期間中の同月5日までに東京都などに対して、損害賠償を求める訴訟を東京地方裁判所に起こしている[22][23][24][25]。